# Juana II de Borgoña
Juana de Borgoña, o de Chalons, (¿Besanzón?, 2 de marzo de 1294 - 21 de enero de 1330), reina de Francia, esposa de Felipe V de Francia y II de Navarra, fue la primogénita de Oton IV, conde palatino de Borgoña, y de Matilde de Artois. Su hermana Blanca se casó con Carlos de La Marche, futuro Carlos IV de Francia y I de Navarra. Era hermana de Blanca de Borgoña y cuñada de Margarita de Borgoña que también fue reina consorte de Francia y de Navarra por su matrimonio con Luis X de Francia y I de Navarra.

## Biografía
En un principio se buscó unirla en matrimonio con el príncipe heredero de Francia y Navarra, Luis, pero este enlace no se llevó a cabo. Finalmente, se convirtió en condesa de Poitiers por su matrimonio con Felipe, hijo segundo de Felipe el Hermoso. El enlace se llevó a cabo en la ciudad de Corbeil, en enero de 1307.
Juana fue cómplice de los adulterios de su hermana Blanca y de su cuñada Margarita, esposa de Luis de Navarra (conocido como el escándalo de la Torre de Nesle). A ella nunca se le pudo probar que también hubiera cometido adulterio. Sin embargo, por su complicidad y encubrimiento, fue acusada y encerrada en un convento en Dourdan en el año 1314 y liberada en 1315 bajo el reinado de su cuñado, ahora Luis X. El fin de su cautiverio se debió exclusivamente a la influencia de su madre en la corte y a la conducta de su marido, que siempre rehusó repudiarla. Poco después, la repentina muerte de su hermano menor, Roberto, de diecisiete años, la convertía en condesa palatina de Borgoña con el nombre de Juana II.
En 1317 y tras la muerte del pequeño monarca Juan I de Francia y de Navarra, hijo de Luis X, su marido el conde de Poitiers, se convierte en Felipe V de Francia y II de Navarra, siendo ella coronada a su lado como reina de Francia el 9 de enero de 1317 en Reims.
A la muerte de Felipe el Largo en 1322 la reina viuda se retiró a vivir en sus tierras del condado de Borgoña, donde el 23 de octubre de 1329 se convertiría en condesa de Artois con el nombre de Juana I, debido al fallecimiento de su madre, pero la muerte la alcanzaría a ella también un par de meses después, el 21 de enero de 1330, en la ciudad de Roye-en-Picardie. 

## Descendencia
De los siete hijos que engendró solo cuatro mujeres pasarían la edad adulta y no pudieron convertirse en reinas por la Ley sálica
- Juana de Francia (1308-1347), casada con Eudes IV, Duque de Borgoña. Condesa de Borgoña como Juana III y de Artois como Juana II
- Margarita de Francia (1310-1382), casada con Luis I, conde de Flandes. Condesa de Borgoña y Artois como Margarita I
- Isabel de Francia (1312-1348), casada con Guigues VIII de Vienne.
- Blanca de Francia (1313-1358), monja.
- Luis Felipe de Francia (1316-1317).
- Juana (1317).

Su herencia pasó a su hija mayor, Juana, quien era duquesa de Borgoña.